# Richia parsimonia
Richia parsimonia är en fjärilsart som beskrevs av Dyar 1918. Richia parsimonia ingår i släktet Richia och familjen nattflyn. Inga underarter finns listade.